# 선상동로
선상동로(Seonsangdong-ro)는 경상북도 구미시 선산읍 신교리삼거리에서 상주시 낙동면 낙동삼거리 잇는 경상북도의 도로이다. 

## 주요 경유지
경상북도
- 구미시 (선산읍 - 옥성면) - 상주시 (낙동면)

## 노선
| 이름         | 접속 노선                | 소재지 | 소재지 | 비고 |
| ------------ | ------------------------ | ------ | ------ | ---- |
| 신교리삼거리 | 국도 제33호선 (선산대로) | 구미시 | 선산읍 |      |
| 생곡삼거리   | 강동로                   | 구미시 | 선산읍 |      |
| 제2신기교    |                          | 구미시 | 선산읍 |      |
| 초곡교       |                          | 구미시 | 옥성면 |      |
| 농소교       |                          | 구미시 | 옥성면 |      |
| 옥성삼거리   | 주아령로                 | 구미시 | 옥성면 |      |
| 사실고개     |                          | 구미시 | 옥성면 |      |
| 제2이곡교    |                          | 구미시 | 옥성면 |      |
| 서낭당고개   |                          | 구미시 | 옥성면 |      |
| 제2구봉교    |                          | 구미시 | 옥성면 |      |
| 구봉삼거리   | 신촌옥관로               | 구미시 | 옥성면 |      |
| 제1구봉교    |                          | 구미시 | 옥성면 |      |
| 낙단 교차로  | 국도 제25호선 (낙동대로) | 상주시 | 낙동면 |      |
| 낙동삼거리   | 영남제일로 낙동1길       | 상주시 | 낙동면 |      |